# 木茎
木茎（学名：Leontopodium stoechas×artemisiifolium）为菊科火绒草属下的一个种。

## 扩展阅读
維基物種上的相關：木茎